# 加古川ツーデーマーチ

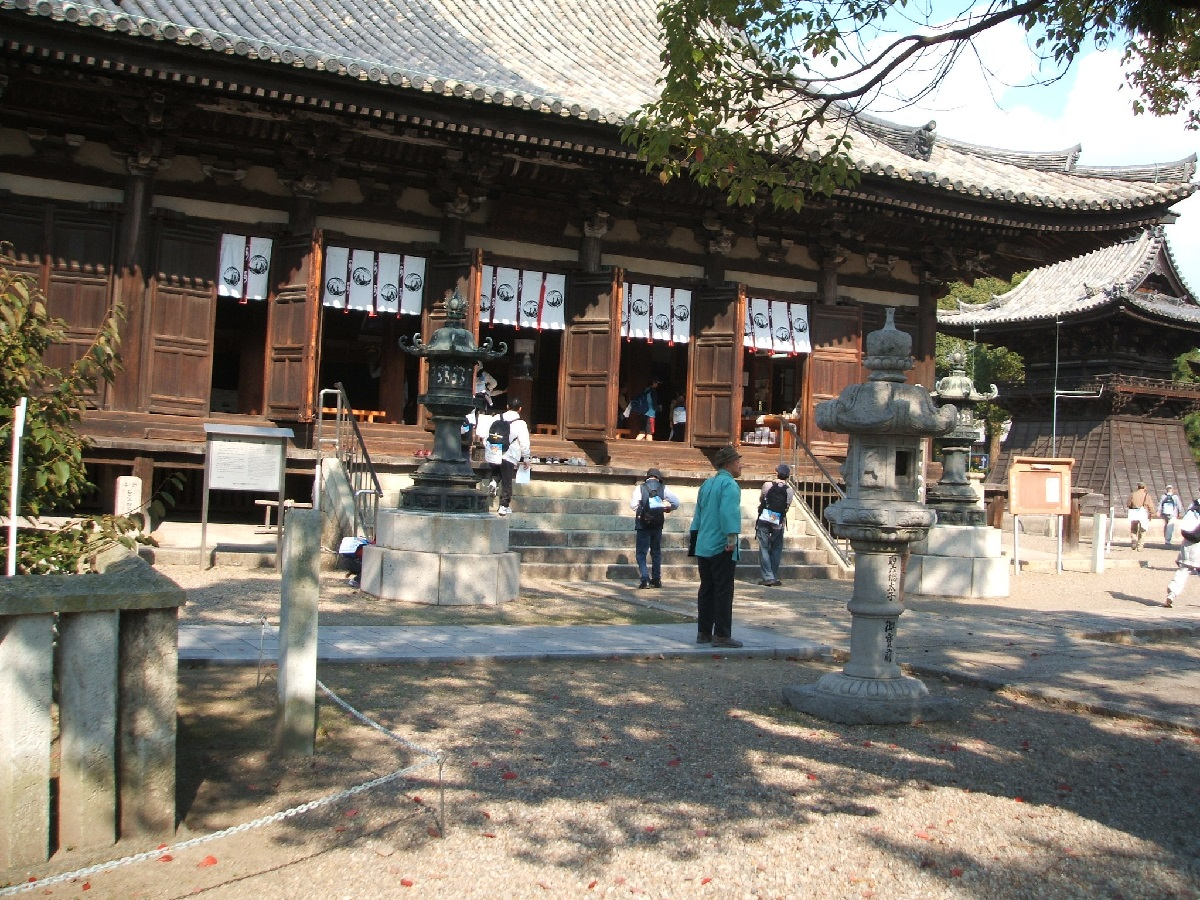
当日ルートとなる鶴林寺も参加者は無料で観覧できる

加古川ツーデーマーチ（かこがわツーデーマーチ）は、兵庫県加古川市で開催されるウォーキングイベント。

## 概要
1990年（平成2年）から加古川市の市制40周年記念事業として始められ、毎年11月の第2週の週末の土日に開催されている。主催は、加古川ツーデーマーチ実行委員会･加古川青年会議所・日本ウォーキング協会。
日程は2日間で、各日4段階のコースが設定されている。また、地元ケーブルテレビ局の運営するコミュニティFMであるBAN-BANラジオによる放送も行われる。

### 主会場
加古川市役所前広場
- 受付ブースのほか、ステージや飲食・物販コーナーも設置されている。
- 主会場へのアクセスとして、特設駐車場からシャトルバスが往復運行している。

### 参加者数
- 2015年　7,465人（2日間計）[5]

## コース
コースは加古川を渡り志方町や平荘湖を巡る西北コース（美しい日本の歩きたくなるみち500選該当（加古川下流域の今昔物語のみち））と、加古郡稲美町、播磨町へ向かう東南コースが2日間日替わりで設定される。約１～2年ごとに西北コースと東南コースの日程が入れ替わる。
- 1日目 - 5km、10km、20km、40km
- 2日目 - 5km、10km、20km、40km

各コース途中にチェックポイントが数ヶ所設置されており、参加者はコースマップにスタンプを押してもらい通過する。一部のチェックポイントでは、地元の人による豚汁やぜんざいなどの振る舞いのサービスが行われている。

## イベント
- 加古川市役所前広場ステージで演奏やダンスなどのアトラクションがある。
- 開催前イベントとして、ツーデーマーチ直前クリーンウォーキングが行われる。[3]
- コースルート沿線の商店街や加古川河川敷でも、ツーデーマーチ開催に合わせて関連イベントが行われている。

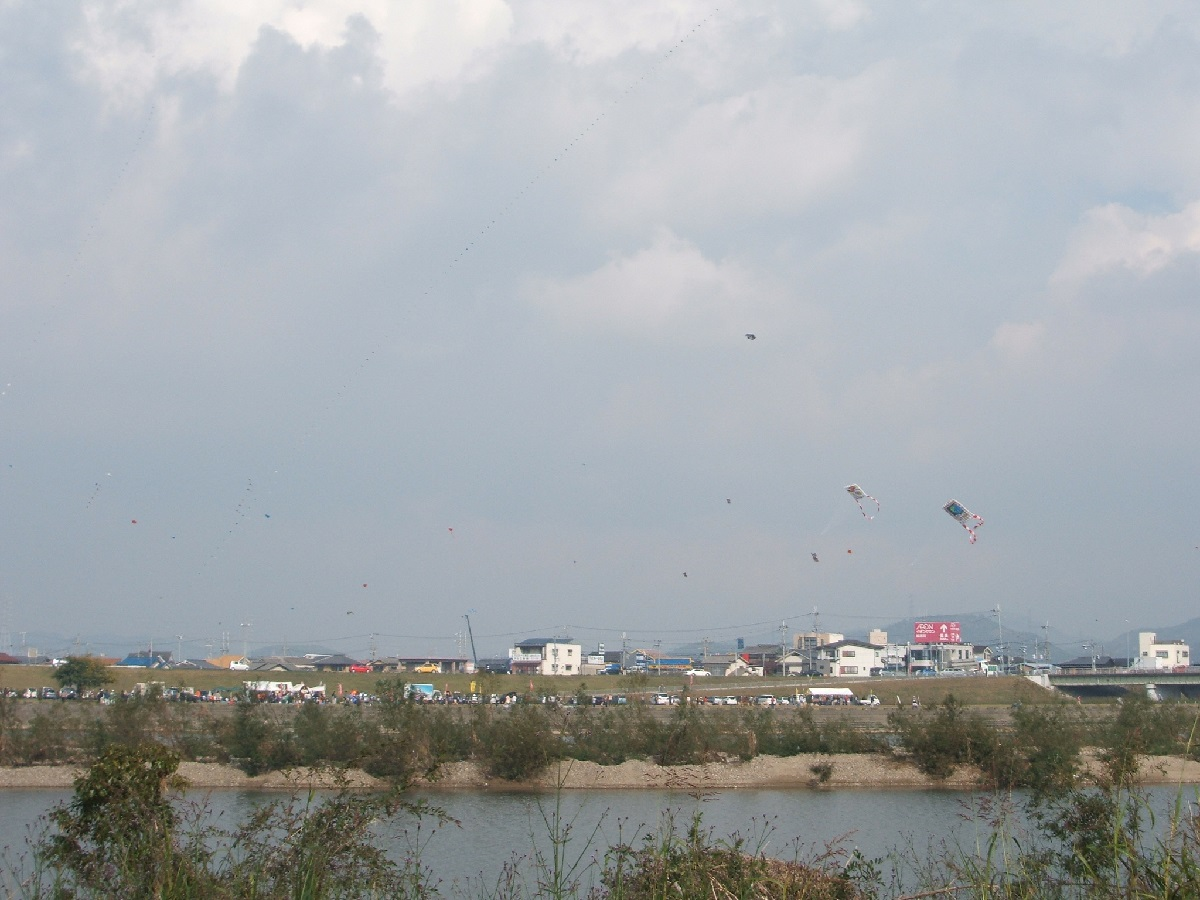
関連行事の一例（加古川河川敷での凧揚げ）

## 認定・表彰

### 完歩証
- 全ての対象コースを参加・完歩すると完歩バッジが贈られる。

### 日本マーチングリーグ（JML）
- 20km以上（子どもと高齢者は10km以上）のコースを2日とも完歩すると、認定スタンプがもらえる（認定料200円）。規定の回数を参加・完歩すると表彰が受けられる。なお、認定を受ける場合は1日目の各コース出発前までに専用のパスポートを認定料とともに係員に預け、2日目の完歩後に預り証と引き換えに認定のスタンプが押されたパスポートを受け取る。専用のパスポートは1000円。

### オールジャパンウォーキングカップ（AJWC）
- 2日間完歩すると認定スタンプがもらえる（認定料200円）。規定の回数を完歩すると表彰が受けられる。なお、全都道府県の対象大会を完歩すると、長野県阿智村にある歩楽達人の碑（ウォーキング記念碑）に名前が刻まれる。専用のパスポートは500円。

### 国際（日本）市民スポーツ連盟（JVA・IVV）
- 全てのコースにおいて完歩するごとに認定スタンプ（あるいは認定スタンプの印影を印刷した紙片）がもらえる（認定料無料）。規定の回数・距離を完歩すると、その回数・距離に応じて表彰が受けられる。専用のパスポートは参加・距離の記録証がセットで200円。

### 近畿マーチングリーグ（KML）
- 10km以上のコースを2日間完歩すると認定スタンプがもらえる（認定料無料）。さらに近畿地区の認定対象大会全てに完歩すると、参加回数に応じて表彰が受けられる。専用のパスポートは200円。

### その他の認定
- 美しい日本の歩きたくなる道500選